# 점보 프레임
컴퓨터 네트워킹에서 점보 프레임(jumbo frame)은 1500바이트 이상의 페이로드를 지닌 이더넷 프레임으로, 이는 IEEE 802.3 표준에 의해 설정된 제한치이다. 전통적으로, 점보 프레임은 최대 9000바이트의 페이로드를 전달할 수 있으나 여러 종류가 존재한다. 다수의 기가비트 이더넷 스위치와 기가비트 이더넷 네트워크 인터페이스 카드들이 점보 프레임을 지원한다. 일부 패스트 이더넷 스위치와 패스트 이더넷 네트워크 인터페이스 카드들 또한 점보 프레임을 지원한다.